# Saitama-præfekturet
Saitama-præfekturet (埼玉県 Saitama-ken) er et præfektur i Japan.
Præfekturet ligger i regionen Kantō på den centrale del af Japans hovedø Honshū. Det har et areal på 3.798 km2
og et befolkningstal på 7.343.100 (2021) indbyggere. Hovedbyen og den største by er byen Saitama.